# 李 (麻薩諸塞州)
李是一個位於美國麻薩諸塞州伯克夏縣的鎮。

## 人口
根據2020年美國人口普查的數據，李的面積為70.00平方千米，當中陸地面積為67.70平方千米，而水域面積為2.30平方千米。當地共有人口5788人，而人口密度為每平方千米83人。